# マーク・ヒューズ (ウェールズのサッカー選手)
レズリー・マーク・ヒューズ（Leslie Mark Hughes OBE, 1963年11月1日 - ）は、ウェールズ出身の元同国代表サッカー選手、サッカー指導者。現役時代のポジションはFW。現在はEFLリーグ2・ブラッドフォード・シティAFCの監督を務めている。
屈強な体を生かした巧みなポストプレー、豪快なシュートが特徴で、また勝負強く、重要な試合でよくゴールをあげるなど、サポーターからスパーキーの愛称で親しまれた。1992-93シーズンに長い間低迷を続けたマンチェスター・ユナイテッドを26年ぶりのリーグ制覇に導いた立役者の一人であり、クラブでは通算467試合に出場163ゴールを挙げた。

## 選手経歴
1978年にマンチェスター・ユナイテッドの下部組織に加入、1983年にトップチームと契約を結んだ。1983-84シーズンにはオックスフォード戦でゴールを挙げるデビューを果たすと、16得点をあげる活躍でPFA年間最優秀若手選手賞を受賞、翌1984-85シーズンにはFAカップ優勝に貢献した。
1986年からはエヴァートンFC所属のゲーリー・リネカーと共にスペインのFCバルセロナへ移籍するが28試合で僅か4ゴール結果を残せず、酷評された。翌1987年にドイツのバイエルン・ミュンヘンへレンタル移籍に出された。
1988年に古巣のマンチェスター・ユナイテッドへ復帰を果たすと、アレックス・ファーガソン監督の下で本来のプレーを取り戻し、1989-90年のFAカップ決勝、クリスタルパレス戦では2ゴールを挙げて優勝に貢献、また1990-91シーズンにUEFAカップウィナーズカップ決勝、古巣のFCバルセロナ戦では2ゴールを挙げて優勝に貢献し、PFA年間最優秀選手賞を受賞。プレミアリーグ創設最初のシーズンとなった1992-93シーズンにはフランスのエリック・カントナとのコンビで攻撃陣を牽引し、26年ぶりのリーグ優勝に貢献、翌1993-94シーズンはリーグとFAカップの二冠に貢献した。このシーズンのFAカップ決勝のチェルシーFC戦ではチームの3点目を決めて優勝に貢献した。
1995年に少年期からファンであったチェルシーFCへ移籍。チェルシーではジャンフランコ・ゾラらと共に1996-97シーズンにFAカップ、1997-98シーズンリーグカップとUEFAカップウイナーズカップ優勝に貢献した。リーグカップ準決勝のアーセナル戦では1stレグ、2ndレグで共にゴールを決め、カップウイナーズカップ準決勝のヴィチェンツァの2ndレグでも途中出場から勝利を決定的とする得点を決めた。その後はサウサンプトン、エヴァートン、ブラックバーン・ローヴァーズを渡り歩き2002年に38歳で現役を引退した。
ウェールズ代表としては1984年から1999年の間に国際Aマッチ72試合に出場し16得点を記録し、1999年からは代表監督も兼任して務めたが、FIFAワールドカップやUEFA欧州選手権などの国際大会への出場は叶わなかった。

## 監督経歴

### ウェールズ代表
2002年に引退後は、ひき続きウェールズ代表監督を務め、UEFA欧州選手権2004予選では、同年10月22日に敵地のナポリで行われたイタリア戦において強豪を相手に2-1で下すなどの手腕を発揮し、最終的にグループ2位でプレーオフ進出へと導いた。しかし2003年11月に行われたプレーオフでは2試合合計0-1のスコアでロシアに競り負け本大会への出場は成らなかった。
次ぐFIFAワールドカップ・ドイツ大会予選においても引き続き指揮を執ったが、第1戦のアゼルバイジャン戦、第2戦の北アイルランド戦を共に引分けると2004年9月に監督を辞任し、古巣のブラックバーン・ローヴァーズの監督に就任した。

### ブラックバーン
2004年9月に前任のグレアム・スーネス監督がボビー・ロブソン監督を解任したニューカッスル・ユナイテッドFCの後任監督に就任するために辞任したことを受けて、シーズン途中からブラックバーンの監督に就任した。フォーメーションは4-4-2を採用してデビッド・ベントリーやモアテン・ガムスト・ペデルセンによるサイド攻撃を活かす半面、中盤のボランチに運動量を求めて攻守のリズムを生みだした。
1年目の2004-05シーズンに強固なディフェンスを植え付けて下地を作るとFAカップで40年ぶりに準決勝進出、2005-06シーズンには攻撃面を強化して6位で。UEFAカップ出場権を得た。2006-07シーズンにはクレイグ・ベラミー、ポール・ディコフらが退団したが、代わりに南アフリカ代表ベニー・マッカーシーやシャバニ・ノンダらを獲得。同シーズンはUEFAカップとの日程の兼ね合いに苦労し、リーグ戦は10位という結果に終わったがFA杯ではベスト4に進出した。また、マッカーシーが18得点をあげ得点ランク2位となるなど前述の退団者の穴を埋める以上の活躍を見せた。ヒューズ自身も2007年10月にはプレミアリーグ月間最優秀監督賞を受賞した 。
2007-08シーズンはバイエルン・ミュンヘンからパラグアイ代表FWロケ・サンタクルスが加入。ヒューズはサイド攻撃を強化させ「ヨーロッパ・カップに出場する常連クラブを目指す」という目標を掲げた。このシーズンには移籍初年度のサンタクルスが19得点（得点ランク4位）、マッカーシーが8得点と攻撃陣を牽引しリーグ戦で7位となり再びUEFAカップ出場権を獲得した。
2008年6月、マンチェスター・シティFCがヒューズ獲得に動き、契約途中であったため違約金をブラックバーンに支払う形で退団が決定した。ブラックバーンでは約4シーズン指揮を執り安定した成績をもたらした。なお、ヒューズの後任にはマンチェスター・ユナイテッド時代の同僚であるポール・インスがプレミアリーグ初となる黒人監督として就任した。

### マンチェスター・シティ
2008年6月2日、スヴェン＝ゴラン・エリクソンの後任として、マンチェスター・シティFCの監督に就任した。マンチェスター・シティでの1シーズン目は10位に終わるものの、2シーズン目となった2009-10シーズンは大型補強もありアーセナル、チェルシーに勝利。第17節の時点でリーグ最少の2敗に留めるなど好調を維持したが、7試合連続の引き分けもあり、サンダーランド戦の試合ハーフタイムに解任を告げられた。この解任について選手時代にヒューズを指導したアレックス・ファーガソンは
とマンチェスター・シティ側の対応を批判した。

### フラム
2010年7月29日、リバプールFCの監督に就任したロイ・ホジソンの後任としてフラムFCの監督に就任した。契約期間は2年。2010-11シーズンを8位（11勝16分11敗）の成績で終え、シーズンを通じて退場者を1名出したのみだったことからUEFAフェアプレーランキングで2位となり、同ランキング1位のチェルシーFCがUEFAチャンピオンズリーグの出場権を獲得していたこともあり、UEFAヨーロッパリーグ予選の出場権を獲得したが、2011年6月2日に同月末で監督を退任する意向を表明した。

### クイーンズ・パーク・レンジャーズ
2012年1月より、クイーンズ・パーク・レンジャーズFC監督に就任したが、11月に成績不振のため解任された。

### ストーク・シティ
2013年5月30日、トニー・ピューリス監督の後任としてストーク・シティFC監督に就任した。ストークは移籍市場ではたった620万ポンド（約11億円）しか投資していないにもかかわらず、2013-14シーズンは当時クラブ史上最上位となる9位でシーズンを終えるなど、クラブ首脳陣からはその手腕が高く評価された。
2015年3月28日、ストーク・シティと新たに4年契約を結んだことを発表した。期間は2019年夏までとなっている。
2017-18シーズンはチームが降格圏に沈んだことを受けて2018年1月6日をもって解任された。

### サウサンプトン
2018年3月14日、選手時代に所属したサウサンプトンFCとシーズン終了までの契約で監督に就任した。2017-18シーズンは最終的にチームを残留に導いた。
翌2018-19シーズンは14節終了時点でわずか1勝、18位と降格圏に低迷したため、12月3日解任が発表された。

### ブラッドフォード・シティ
2022年2月24日、ブラッドフォード・シティAFCの監督に就任した。
2023年10月4日に解任された。

### カーライル・ユナイテッド
2025年2月6日、カーライル・ユナイテッドFCの監督に就任した。

## その他
高木琢也が現役時代に憧れ目指していた選手であった。
右足の強烈なシュートで多くの得点を奪った。肉弾戦に強く、キープ力があり、ポストプレーに優れていた

## 監督成績
2022年5月7日現在
| クラブ                             | 国               | 就任          | 退任           | 記録 | 記録 | 記録 | 記録 | 記録   | 記録 |
| クラブ                             | 国               | 就任          | 退任           | 試合 | 勝ち | 分け | 負け | 勝率 % |      |
| ---------------------------------- | ---------------- | ------------- | -------------- | ---- | ---- | ---- | ---- | ------ | ---- |
| ウェールズ代表                     | ウェールズの旗   | 1999年8月3日  | 2004年10月13日 | 41   | 12   | 15   | 14   | 029.27 |      |
| ブラックバーン・ローヴァーズFC     | イングランドの旗 | 2004年9月15日 | 2008年6月3日   | 188  | 82   | 47   | 59   | 043.62 |      |
| マンチェスター・シティFC           | イングランドの旗 | 2008年6月4日  | 2009年12月19日 | 77   | 36   | 15   | 26   | 046.75 |      |
| フラムFC                           | イングランドの旗 | 2010年7月29日 | 2011年6月2日   | 43   | 14   | 16   | 13   | 032.56 |      |
| クイーンズ・パーク・レンジャーズFC | イングランドの旗 | 2012年1月10日 | 2012年11月23日 | 34   | 8    | 6    | 20   | 023.53 |      |
| ストーク・シティFC                 | イングランドの旗 | 2013年5月30日 | 2018年1月6日   | 200  | 71   | 48   | 81   | 035.50 |      |
| サウサンプトンFC                   | イングランドの旗 | 2018年3月14日 | 2018年12月3日  | 27   | 5    | 10   | 12   | 018.52 |      |
| ブラッドフォード・シティ           | イングランドの旗 | 2022年2月24日 |                | 13   | 5    | 3    | 5    | 038.46 |      |
| 合計                               | 合計             | 合計          | 合計           | 623  | 233  | 161  | 229  | 037.40 |      |

## タイトル

### 選手

#### クラブ
マンチェスター・ユナイテッド
- FAプレミアリーグ　2回 (1992-93, 1993-94)
- FAカップ　3回 (1984-85, 1989-90, 1993-94)
- FAリーグカップ　1回 (1991-92)
- FAチャリティーシールド　2回 (1993, 94)
- UEFAカップウイナーズカップ　1回 (1991-92)

チェルシー
- FAカップ　1回 (1996-97)
- FAリーグカップ　1回 (1997-98)
- UEFAカップウイナーズカップ　1回 (1997-98)

ブラックバーン・ローヴァーズ
- FAリーグカップ　1回 (2001-02)

#### 個人
- PFA年間最優秀選手賞　2回 (1989, 1991)
- PFA年間最優秀若手選手賞　1回 (1984)
- 大英勲章（1997年）

### 監督

#### 個人
- プレミアリーグ月間最優秀監督：2007年10月